# Matheus Bertotto
Matheus Hanauer Bertotto (Porto Alegre, 15 giugno 1993) è un ex calciatore brasiliano, di ruolo centrocampista.

## Carriera

### Club

#### Pedrabranca
Nato a Porto Alegre, nel Rio Grande do Sul, Bertotto ha iniziato la sua carriera nelle giovanili del Pedrabranca. Nel 2011 è stato in prova al Manchester Utd, ma alla fine non ha firmato nessun contratto a causa della mancanza di un passaporto europeo. Ha anche giocato amichevoli con gli argentini dell'Independiente.
Viene ceduto in prestito al Resende per il Campionato Carioca 2012; rimane in panchina il 29 gennaio nella vittoria per 3-2 contro l'Olaria all'Estádio do Trabalhador, tre giorni dopo ha fatto il suo esordio sostituendo Emerson negli ultimi 29 minuti della partita nella sconfitta per 3-0 con il Macaé. Durante la stagione gioca altre 11 partite, con il Resende che chiude al quinto posto, qualificandosi così per la Coppa del Brasile dell'anno successivo.

#### Internacional
Ritorno al Pedrabranca, viene nuova giramente in prestito, questa volta all'Internacional, uno delle migliori squadre brasiliane, con cui ha vinto la Coppa U-20 nel 2013, segnando un gol in finale contro il Palmeiras. Nonostante l'interesse dell'Athl. Paranaense, questo prestito è stato reso permanente, con Bertotto che ha firmato un contratto quinquennale; l'Inter ha pagato $500.000 real brasiliani sul 50% delle sue prestazioni.
Il 18 gennaio 2014, durante la partita inaugurale del Campionato Gaúcho, rimane in panchina, di fatto non giocherà nessuna partita con i futuri vincitori del campionato statale. Ha esordito con il Colorado il 16 agosto successivo, sostituendo Rafael Moura negli ultimi cinque minuti della vittoria per 1-0 contro il Goiás nel Campeonato Brasileiro Série A; al termine della stagione gioca nove partite nella massima serie brasiliana, cinque delle quali partendo da titolari. All'inizio dell'anno successivo, colleziona due presenze con la sua squadra, che vince di nuovo il campionato statale.

## Statistiche

### Presenze e reti nei club
Statistiche aggiornate al 16 agosto 2021.
| Stagione             | Squadra              | Campionato           | Campionato | Campionato | Coppe nazionali | Coppe nazionali | Coppe nazionali | Coppe continentali | Coppe continentali | Coppe continentali | Altre coppe | Altre coppe | Altre coppe | Totale | Totale |
| Stagione             | Squadra              | Comp                 | Pres       | Reti       | Comp            | Pres            | Reti            | Comp               | Pres               | Reti               | Comp        | Pres        | Reti        | Pres   | Reti   |
| -------------------- | -------------------- | -------------------- | ---------- | ---------- | --------------- | --------------- | --------------- | ------------------ | ------------------ | ------------------ | ----------- | ----------- | ----------- | ------ | ------ |
| 2012                 | Resende              | A/RJ                 | 12         | 0          |                 | -               | -               |                    | -                  | -                  |             | -           | -           | 12     | 0      |
| 2014                 | Internacional        | PD/RS+A              | 0+9        | 0          |                 | -               | -               |                    | -                  | -                  |             | -           | -           | 9      | 0      |
| 2015                 | Internacional        | PD/RS+A              | 2+5        | 0          |                 | -               | -               |                    | -                  | -                  |             | -           | -           | 7      | 0      |
| 2016                 | Internacional        | PD/RS+A              | 0+0        | 0          |                 | -               | -               |                    | -                  | -                  |             | -           | -           | 0      | 0      |
| Totale Internacional | Totale Internacional | Totale Internacional | 16         | 0          |                 | -               | -               |                    | -                  | -                  |             | -           | -           | 16     | 0      |
| 2016                 | Joinville            | B                    | 13         | 1          |                 | -               | -               |                    | -                  | -                  |             | -           | -           | 13     | 1      |
| 2017                 | Ferroviária          | PD/SP                | 0          | 0          | CB              | 1               | 0               |                    | -                  | -                  |             | -           | -           | 1      | 0      |
| 2018                 | Veranópolis          | PD/RS                | 12         | 2          |                 | -               | -               |                    | -                  | -                  |             | -           | -           | 12     | 2      |
| 2018                 | Juventude            | B                    | 22         | 1          |                 | -               | -               |                    | -                  | -                  |             | -           | -           | 22     | 1      |
| 2019                 | Londrina             | A1/PR+B              | 2+17       | 0+1        |                 | -               | -               |                    | -                  | -                  |             | -           | -           | 19     | 1      |
| 2020                 | Novo Hamburgo        | PD/RS                | 11         | 0          | CB              | 1               | 0               |                    | -                  | -                  |             | -           | -           | 12     | 0      |
| 2021                 | Novo Hamburgo        | PD/RS                | 8          | 1          |                 | -               | -               |                    | -                  | -                  |             | -           | -           | 8      | 1      |
| Totale Novo Hamburgo | Totale Novo Hamburgo | Totale Novo Hamburgo | 19         | 1          |                 | 1               | 0               |                    | -                  | -                  |             | -           | -           | 20     | 1      |
| Totale carriera      | Totale carriera      | Totale carriera      | 113        | 6          |                 | 2               | 0               |                    | 0                  | 0                  |             | -           | -           | 115    | 6      |

## Palmarès

### Club

#### Competizioni statali
- Campionato Gaúcho: 1

Internacional: 2015